# 毛法螺
毛法螺（学名：Cymatium pileare），是异足目法螺科梭法螺属的一种。主要分布于印度尼西亚、中国大陆、台湾，常栖息在各种岩礁海岸、低潮线下。